# Tranquil·litzant
Un tranquil·litzant es refereix a un medicament dissenyat per al tractament de l'ansietat, la por, la tensió, l'agitació i trastorns de la ment associats.
El tranquil·litzant, com a terme, va ser utilitzat per primera vegada per F.F. Yonkman (1953), a partir de les conclusions d'estudis d'investigació que utilitzaven la reserpina, que mostraven que el fàrmac tenia un efecte calmant en tots els animals als quals se li administrava. La reserpina, és un alcaloide de Rauwolfia d'acció central. La paraula es refereix directament a l'estat de tranquil·litat d'una persona i d'altres animals.
El terme es considera popular o comú, és a dir, no s’utilitza generalment en el camp de la medicina.
El terme s’utilitza generalment com a sinònim de sedant. Quan l'utilitzen professionals de la salut, solen ser qualificats o substituïts per termes més precisos:
- Un tranquil·litzant menor es refereix generalment a un ansiolítics.[8]
- Un tranquil·litzant major se sol referir a un antipsicòtics.